# Girolamo Maria Gotti
Girolamo Maria Gotti, italijanski rimskokatoliški duhovnik, škof in kardinal, * 29. marec 1834, Genova, † 19. marec 1916.

## Življenjepis
12. novembra 1851 je podal redovne zaobljube pri bosonogih karmeličanih in 20. decembra 1856 je prejel duhovniško posvečenje.
22. marca 1892 je bil imenovan za naslovnega nadškofa egiptovske Petre in 27. marca istega leta je prejel škofovsko posvečenje. 19. aprila 1892 je bil imenovan za apostolskega internuncija v Braziliji.
29. novembra 1895 je bil povzdignjen v kardinala in imenovan za kardinal-diakona S. Maria della Scala.
Pozneje je postal prefekt treh kongregacij: Kongregacija za odpustke in relikvije (1. december 1896), Kongregacija za svetovanje o regularnih (20. november 1899) in Kongregacija za propagando vere (29. julij 1902).